# Liste der Einträge im National Register of Historic Places im Wabash County (Illinois)

Lage des Wabash County in Illinois

Die Liste der Einträge im National Register of Historic Places im Wabash County in Illinois führt alle Bauwerke und historischen Stätten im Wabash County auf, die in das National Register of Historic Places aufgenommen wurden.
| [ 2 ] | Name            | Bild            | Eintragsdatum        | Lage                                           | Ort          | Beschreibung |
| ----- | --------------- | --------------- | -------------------- | ---------------------------------------------- | ------------ | ------------ |
| 1     | Beall-Orr House | Beall-Orr House | 1994 ID-Nr. 94000028 | 503 Cherry Street 38° 24′ 43″ N, 87° 45′ 30″ W | Mount Carmel |              |